# Distretto di Hatanbulag
Il distretto di Hatanbulag è uno dei quattordici distretti (sum) in cui è suddivisa la provincia del Dornogov', in Mongolia. Conta una popolazione di 2.985 abitanti (censimento 2009). 